# Тит Манлий Торкват (консул 235 года до н. э.)
Тит Манлий Торкват (лат. Titus Manlius Torquatus; умер в 202 году до н. э.) — римский военачальник и политический деятель из патрицианского рода Манлиев, консул 235 и 224 годов до н. э., цензор 231 года до н. э. Воевал с галлами, дважды подавлял восстания на Сардинии (в 235 и 215 годах до н. э.).

## Происхождение
Тит Манлий принадлежал к одному из знатнейших патрицианских родов Рима. Манлии занимали высшие должности в республике, начиная с 480 года до н. э., а свой расцвет пережили в IV веке до н. э., первую и вторую трети которого Ф.Мюнцер назвал их «героическим веком». Согласно Капитолийским фастам, у отца и деда Тита Манлия был тот же преномен — Тит. По мнению Мюнцера, Торкват мог приходиться своему старшему современнику Авлу Манлию Торквату Аттику, тоже сыну Тита, внуку Тита, скорее племянником, чем братом; в этом случае он мог быть правнуком консула 299 года до н. э. того же имени.

## Биография
Первые упоминания о Тите Манлии в сохранившихся источниках относятся к 235 году до н. э., когда он стал консулом совместно с плебеем Гаем Атилием Бульбом. Торкват подавил восстание сардов и был удостоен за эту победу триумфа. Благодаря ему в Риме были закрыты двери храма Януса, что символизировало всеобщий мир; это произошло впервые после времён легендарного царя Нумы Помпилия, а в следующий раз непрерывные войны закончились только при Августе.
В 231 году до н. э. Тит Манлий стал цензором совместно с плебеем Квинтом Фульвием Флакком. Правда, вскоре было решено, что избрание прошло с погрешностями, и обоим цензорам пришлось сложить полномочия. В 224 году до н. э. Торкват во второй раз получил консульство, причём его коллегой опять был Квинт Фульвий Флакк. Годом ранее римляне разгромили галльские племена бойев и инсубров при Теламоне; теперь решено было закрепить эту победу вторжением в земли врага. Торкват и Флакк с армией первыми из римлян перешли реку Пад. Согласно Полибию, «первым же натиском они навели такой ужас на бойев, что те вынуждены были отдать себя под покровительство римлян», а больше во время этой кампании ничего не произошло из-за ливней и чумы. С другой стороны, Орозий упоминает только сражение с инсубрами, в котором, по его данным, погибли 23 тысячи галлов, а ещё 6 тысяч были взяты в плен.
В следующий раз Тит Манлий появляется в источниках в связи с событиями 216 года до н. э., когда в Италии шла война с Ганнибалом. После поражения при Каннах он выступил в сенате против уплаты выкупа за пленных, и этим продемонстрировал, по словам Ливия, свою «старинную суровость, доходившую до жестокости». В том же году он высказался против предложения о пополнении сената латинами; в обоих случаях его точка зрения победила.
В 215 году до н. э. обострилась ситуация на покорённой когда-то Торкватом Сардинии. Местная племенная аристократия подняла восстание против Рима и призвала на помощь карфагенян. Поэтому сенат предоставил Титу Манлию империй проконсула и направил на этот остров с 5 тысячами пехотинцев и 4 сотнями всадников. Торкват высадился близ города Каралы и принял под своё командование провинциальные войска; в общей сложности у него было теперь 22 тысячи пехоты и 1200 кавалеристов. С этой армией он в первом же сражении разбил восставших и оттеснил их на западное побережье. В этот момент на Сардинии высадились карфагеняне под командованием Гасдрубала Плешивого, которые объединили свои силы с повстанцами. Проконсул отступил к Каралам, но вскоре дал врагу генеральное сражение, в котором одержал полную победу: сарды, занимавшие один из флангов вражеской армии, бежали под натиском римской пехоты, после чего карфагеняне были окружены и перебиты. Всего погибло 12 тысяч воинов из разбитой армии, а ещё 3700, включая Гасдрубала Плешивого, попали в плен. Руководитель восстания Гампсикора покончил с собой, римляне заново подчинили весь остров, взяли заложников от местных общин и с богатой добычей вернулись в Италию.
В 212 году до н. э. Тит Манлий претендовал на должность великого понтифика, освободившуюся со смертью Луция Корнелия Лентула Кавдина. Его конкурентом был старый коллега Квинт Фульвий Флакк, но неожиданно для всех на выборах победил Публий Лициний Красс Див — молодой нобиль, не занимавший ещё курульных должностей. В 211 году до н. э. Торкват оказался в числе соискателей консулата, и центурия младших Вотуриевой Трибатрибы, по традиции голосовавшая первой, отдала предпочтение именно ему, но тут Тит Манлий взял самоотвод. Сначала он сослался на глазную болезнь, но тут же объяснил, что есть более серьёзная причина: «Ни я, став консулом, не перенесу ваших нравов, ни вы — моей власти». Некоторые поздние авторы, рассказывая об этом эпизоде, путают Торквата с его предком — Титом Манлием Империозом Торкватом. В конце концов консулом-патрицием 210 года до н. э. стал Марк Валерий Левин.
В начале 210 года до н. э. Тит Манлий поддержал в сенате Марка Клавдия Марцелла, на которого подали жалобу жители Сиракуз. В следующем году цензор-патриций Марк Корнелий Цетег хотел поставить Торквата во главе списка сенаторов, но был вынужден уступить своему коллеге-плебею Публию Семпронию Тудитану, настаивавшему на кандидатуре Квинта Фабия Максима. Последним эпизодом в политической деятельности Тита Манлия стала диктатура 208 года до н. э.; диктатор и его начальник конницы, Гай Сервилий Гемин, организовали выборы консулов на следующий год.
Во исполнение обета, данного претором Марком Эмилием, Торкват устроил Великие игры (в 208 году до н. э.) и дал обет устроить через пять лет ещё одни; в 203 году до н. э. он сделал и это. Тит Манлий умер в 202 году до н. э.

## Потомки
Предположительно сыном Тита Манлия был военный трибун Авл Манлий, который в 208 году до н. э. погиб в той же карфагенской засаде, что и Марк Клавдий Марцелл. Сыновьями этого трибуна были Тит и Авл Манлии Торкваты, консулы 165 и 164 годов до н. э. соответственно.